# Vizni sustav Schengenskog prostora
Vizni sustav Schengenskog prostora sastavnica je unutar šireg područja politike slobode, sigurnosti i pravde Europske unije. Primjenjuje se na Schengenski prostor i na druge države članice EU, osim Irske. Vizni režim omogućuje državljanima određenih zemalja ulazak u Schengenski prostor zračnim, kopnenim ili morskim putem bez vize za boravak do 90 dana unutar razdoblja od 180 dana. Državljani nekih drugih zemalja moraju imati vizu po dolasku ili u tranzitu.
Schengenski prostor se sastoji od 25 zemlje članice EU i četiri zemlje izvan EU-a: Islanda, Lihtenštajna, Norveške i Švicarske. Cipar iako su članice EU-a, još nisu dio schengenskog prostora, ali unatoč tome imaju viznu politiku koja se djelomično temelji na schengenskoj pravnoj stečevini.
Irska ima izuzetak od primjene prava Schengenskog sporazuma i umjesto toga vodi vlastitu viznu politiku, kao što to imaju i određeni prekomorski teritoriji država članica Schengena.
Državljani zemalja jedinstvenog tržišta EU-a ne samo da su izuzeti od vize, već imaju i zakonsko pravo ući i boraviti u drugim zemljama. Međutim, njihovo pravo na slobodu kretanja u zemljama članicama može biti ograničeno u određenom broju situacija, kako je propisano ugovorima EU-a.

## Izuzeća od viza
██ Schengenski prostor
██ Ostale članice EU i teritoriji schengenskih zemalja izvan schengenskog prostora (sloboda kretanja u schengenskom prostoru)
██ Viza nije potrebna za kratke boravke u schengenskom području, obično 90 dana u bilo kojem razdoblju od 180 dana (EU 2018/1806 Annex II)
██ Viza je potrebna za ulazak u schengensko područje i za tranzit kroz neke schengenske zemlje u nekim slučajevima (EU 2018/1806 Annex I)
██ Viza je potrebna za ulazak ili tranzit u bilo koju schengensku zemlju (EC 810/2009 Annex IV)

### Sloboda kretanja
| Pravila slobode kretanja |
| --- |
| Direktiva 2004/38/EC definira pravo slobodnog kretanja za građane Europskog gospodarskog prostora (EEA), koji uključuje Europsku uniju (EU) i tri članice Europskog udruženja slobodne trgovine (EFTA) Island, Norvešku i Lihtenštajn. Švicarska, koja je članica EFTA-e, ali ne i EGP-a, nije obvezujuća Direktivom, već ima poseban bilateralni sporazum o slobodnom kretanju s EU-om. Sloboda kretanja između Švicarske i ostalih zemalja EFTA-e odvija se u skladu s EFTA konvencijom. Sve te zemlje čine jedinstveno tržište EU. Državljani svih država jedinstvenog tržišta EU-a koji posjeduju važeću putovnicu, putovnicu ili nacionalnu osobnu iskaznicu mogu ulaziti, boraviti i raditi na teritoriju druge države bez vize. Ako ne mogu predočiti važeću putovnicu ili nacionalnu osobnu iskaznicu na granici, svejedno im se mora pružiti svaka razumna prilika da dobiju potrebne dokumente ili da im se oni donesu u razumnom roku ili da potkrijepe ili dokažu drugim sredstvima da obuhvaćeni su pravom slobodnog kretanja. Međutim, države jedinstvenog tržišta EU-a mogu odbiti ulazak bilo kojem državljaninu jedinstvenog tržišta EU-a zbog javne politike, javne sigurnosti ili javnog zdravlja ako ta osoba predstavlja "pravu, sadašnju i dovoljno ozbiljnu prijetnju koja utječe na jedan od temeljnih interesa društva". Ako je osoba dobila stalni boravak u zemlji u kojoj se traži ulazak (status koji se obično stječe nakon 5 godina boravka), država članica može protjerati osobu samo na temelju ozbiljnih razloga javne politike ili javne sigurnosti. Ako je osoba boravila 10 godina ili je maloljetna, država članica može protjerati osobu samo iz imperativnih razloga javne sigurnosti (i, u slučaju maloljetnika, ako je protjerivanje potrebno u najboljem interesu djeteta, kako je predviđeno jer u Konvenciji o pravima djeteta). Protjerivanje iz javnozdravstvenih razloga mora se odnositi na bolesti s 'epidemijskim potencijalom' koje su se dogodile manje od 3 mjeseca od datuma dolaska osobe u državu članicu u kojoj se traži ulazak. |

### Državljani zemalja i teritorija iz 'Aneksa II' (zemlje ukinute od vize)
Od 2001. godine Europska unija izdaje popis zemalja čiji državljani trebaju vize (Aneks I) i popis onih koje ne trebaju (Aneks II ).  Ova dva popisa također je prihvatio Cipar, iako ta zemlja još nije dio schengenskog prostora.   
Državljani sljedećih zemalja i teritorija koji posjeduju obične putovnice mogu ući u schengensko područje i Cipar bez vize, za kratke boravke (obično 90 dana unutar razdoblja od 180 dana):
| - Albanija - Andora - Antigua i Barbuda - Argentina - Australija - Bahamas - Barbados - Bosna i Hercegovina - Brazil - Brunei - Kanada - Čile - Kolumbija - Kostarika - Dominika - El Salvador - Gruzija - Grenada - Gvatemala - Honduras - Hong Kong | - Izrael - Japan - Kiribati - Makau - Malezija - Maršalovi Otoci - Mauricijus - Meksiko - Mikronezija - Moldavija - Monako - Crna Gora - Novi Zealand - Nikaragva - Sjeverna Makedonija - Palau - Panama - Paragvaj - Peru - Sveti Kristofor i Nevis - Sveta Lucija | - Sveti Vincent i Grenadini - Samoa - San Marino - Srbija - Sejšeli - Singapur - Solomonovi Otoci - Južna Koreja - Tajvan - Istočni Timor - Tonga - Trinidad i Tobago - Tuvalu - Ukrajina - Ujedinjeni Arapski Emirati - Ujedinjeno Kraljevstvo - Sjedinjene Američke Države - Urugvaj - Vatikan - Venecuela |

| Datum promjene vize |
| --- |
| - Državljani sljedećih zemalja, koje su sada dio Europske unije ili Schengenskog prostora, nikada nisu trebali vizu za pristup Schengenskom području: Austrija, Hrvatska, Cipar, Češka Republika, Danska, Estonija, Finska, Mađarska, Island, Irska, Italija, Grčka, Latvija, Lihtenštajn, Litva, Malta, Norveška, Poljska, Slovačka, Slovenija, Švedska, Švicarska - Državljani sljedećih zemalja također nikada nisu trebali vizu za pristup schengenskom području: Andora, Argentina, Australija, Brazil, Bruneji, Kanada, Čile, Kostarika, Gvatemala, El Salvador, Honduras, Izrael, Japan, Malezija, Meksiko, Monako, Novi Zeland, Nikaragva, Panama, Paragvaj, San Marino, Singapur, Južna Koreja, Ujedinjeno Kraljevstvo, Sjedinjene Države, Urugvaj, Vatikan, Venezuela - 10. travnja 2001.: Bugarska, Hong Kong, Macau - 1. siječnja 2002.: Rumunjska - 19. siječnja 2007.: britanski državljani (prekomorski) - 28. svibnja 2009.: Antigva i Barbuda, Bahami (nastavljeno), Barbados, Mauricijus, Sveti Kitts i Nevis, Sejšeli - 19. prosinca 2009.: Republika Makedonija (sada Sjeverna Makedonija), Crna Gora, Srbija - 15. prosinca 2010.: Albanija, Bosna i Hercegovina - 22. prosinca 2010.: Tajvan - 28. travnja 2014.: Moldavija - 15. svibnja 2014.: svi britanski državljani - 6. svibnja 2015.: Ujedinjeni Arapski Emirati - 26. svibnja 2015.: Istočni Timor - 28. svibnja 2015.: Dominika, Grenada, Samoa, Sveta Lucija, Sveti Vincent i Grenadini, Trinidad i Tobago - 20. studenog 2015.: Tonga - 3. prosinca 2015.: Kolumbija (nastavljeno) - 7. prosinca 2015.: Palau - 15. ožujka 2016.: Peru - 24. lipnja 2016.: Kiribati - 28. lipnja 2016.: Maršalovi Otoci - 1. srpnja 2016.: Tuvalu - 20. rujna 2016.: Mikronezija - 7. listopada 2016.: Salamunovi Otoci - 28. ožujka 2017.: Gruzija - 11. lipnja 2017.: Ukrajina Otkazano: - Bahami (nastavljeno 2009.), Belize, Jamajka, Kenija, Malavi: 1999. - Kolumbija: 2001. (nastavljeno 2015.) - Ekvador: 1. lipnja 2003. - Bolivija: 1. travnja 2007. - Vanuatu: 4. svibnja 2022. |

| Pravila za državljane Priloga II |
| --- |
| Da bi mogli ući u schengensko područje ili Cipar, gore navedeni državljani iz Aneksa II moraju: - imati putnu ispravu koja vrijedi najmanje 3 mjeseca nakon namjeravanog datuma polaska i koja je izdana u prethodnih 10 godina; - imaju dovoljno sredstava za svoj boravak i dalje/povratno putovanje; - opravdati svrhu i uvjete boravka; - ne biti navedeni u Schengenskom informacijskom sustavu kao osoba kojoj treba odbiti ulazak i ne smije se smatrati prijetnjom javnoj politici, unutarnjoj sigurnosti, javnom zdravlju ili međunarodnim odnosima bilo koje schengenske zemlje. Gore navedeni državljani iz Aneksa II mogu ući u Schengensku zonu kao cjelinu zbog razonode ili zbog posla bez potrebe za podnošenjem zahtjeva za vizu na najviše 90 dana u bilo kojem razdoblju od 180 dana (što uključuje razmatranje razdoblja od 180 dana koje prethodi svakom danu boravka). Za državljane Brazila, Mauricijusa i Sejšela maksimalni boravak bez vize definiran je kao 3 mjeseca tijekom razdoblja od 6 mjeseci od datuma prvog ulaska, zbog sporazuma o ukidanju viza između EU-a i svake od ovih zemalja koji koriste takvu definiciju. Svako vrijeme koje državljanin Priloga II. provede u schengenskom području s dugotrajnom vizom ili boravišnom dozvolom ne računa se u ograničenje razdoblja izuzeća od vize od 90 dana. Svi državljani iz Aneksa II također mogu ući u Cipar bez vize na najviše 90 dana u razdoblju od 180 dana u svakoj od ovih zemalja. Vremenska ograničenja bezviznog režima za svaku od ovih zemalja izračunavaju se zasebno (kao i odvojeno od vremenskog ograničenja bezviznog režima Schengenskog područja). Prema tablici koju je sastavila Europska komisija, neke schengenske zemlje dopuštaju određenim državljanima da rade tijekom boravka bez viza: - Austrija, Češka, Danska, Estonija, Njemačka, Mađarska, Island, Italija, Latvija, Lihtenštajn, Malta, Portugal, Rumunjska, Švedska : ništa - Belgija, Bugarska, Hrvatska, Cipar, Litva, Luksemburg, Nizozemska, Poljska, Slovačka, Slovenija : svi državljani bez vize - Finska, Norveška: svi državljani bez vize, s radnom dozvolom - Francuska: svi državljani bez vize, osim Australije, Brazila, Japana, Meksika, Singapura, Južne Koreje, Sjedinjenih Država i Venezuele - Grčka: svi državljani bez vize koji ne rade kao intelektualni stvaraoci - Španjolska: državljani Andore koji ne rade u samostalnoj profesiji - Švicarska: državljani Andore, Australije, Bruneja, Japana, Malezije, Monaka, Novog Zelanda, San Marina, Singapura, Ujedinjenog Kraljevstva i Vatikana |

### Stanovnici i nositelji viza schengenskih država
Nositelji vize za dugotrajni boravak ili boravišne dozvole koju je izdala schengenska država ili Monako također mogu putovati u druge schengenske države, bez dodatne vize, na boravak do 90 dana u bilo kojem razdoblju od 180 dana. Vize za kratkoročni boravak koje je izdala schengenska država također vrijede za sve druge schengenske države osim ako nije drugačije označeno.
Nositelji vize (čak i ako je ograničena na određenu zemlju) ili boravišne dozvole koju je izdala schengenska država, Monako ili Cipar također mogu putovati u Cipar bez dodatne vize, za boravak do 90 dana u bilo kojem razdoblju od 180 dana (osim državljana Turske i Azerbajdžana koji putuju na Cipar, kojima je i dalje potrebna ciparska viza).  Međutim, vize i boravišne dozvole koje su izdale Cipar ne vrijede za putovanje u Schengenski prostor.

### Članovi obitelji državljana jedinstvenog tržišta EU-a
Pojedinci bilo koje nacionalnosti koji su članovi obitelji državljana jedinstvenog tržišta EU-a i posjeduju boravišnu iskaznicu koja pokazuje njihov status izuzeti su od zahtjeva za posjedovanjem vize pri ulasku na jedinstveno tržište EU-a kada prate svog člana obitelji s jedinstvenog tržišta EU-a ili nastoje im se pridružiti. 
| Pravila za članove obitelji državljana jedinstvenog tržišta EU-a |
| --- |
| Pojedinac može ući i boraviti u svakoj državi članici Schengena do 90 dana bez vize ako on/ona: - ima valjanu putnu ispravu, i - posjeduje boravišnu iskaznicu koja pokazuje da je osoba član obitelji državljanina jedinstvenog tržišta EU-a. Nositelji boravišne iskaznice člana obitelji državljanina Unije koju je izdala država članica Schengena mogu putovati u drugu državu članicu Schengena bez vize, bez obzira na to putuju li samostalno ili prate ili se pridružuju svojoj obitelji državljana EU/EEA/Švicarske član. Međutim, nositelji boravišne iskaznice člana obitelji građanina Unije koju su izdale Cipar i Irska mogu putovati u schengensko područje bez vize samo ako prate ili se pridružuju svom članu obitelji koji je državljanin EU/EGP/Švicarske države. Član obitelji državljanina jedinstvenog tržišta EU-a koji ispunjava gore navedene uvjete također može ući u Cipar i ostati do 90 dana u svakoj zemlji. U teoriji, član obitelji državljanina jedinstvenog tržišta EU-a koji ne ispunjava gore navedene uvjete ne mora unaprijed podnijeti zahtjev za vizu, već umjesto toga može dobiti vizu po dolasku na graničnu kontrolnu točku schengenske zemlje ili Cipra predočenjem dokaza o obiteljskom odnosu. |

### Učenici s prebivalištem u zemljama i teritorijima jedinstvenog tržišta EU ili Priloga II
| Pravila za učenike s prebivalištem na jedinstvenom tržištu EU-a |
| --- |
| Učenik koji nije državljanin jedinstvenog tržišta EU-a, ali koji zakonito boravi na jedinstvenom tržištu EU-a, može ući u schengensko područje ili Cipar bez vize za kraći boravak ili tranzit ako: - putuje kao član grupe učenika općeobrazovne škole i - grupu prati profesor iz škole, i - nastavnik može predočiti obrazac 'Popis putnika' u kojem se identificiraju učenici na izletu, svrha i okolnosti namjeravanog boravka/tranzita. Iako je učenik koji ispunjava sve gore navedene uvjete oslobođen obveze dobivanja vize za ulazak u schengensko područje ili Cipar, on ili ona ipak moraju imati valjanu putnu ispravu. Međutim, on ili ona su izuzeti od potrebe da nose valjanu putnu ispravu ako: - njegova ili njezina fotografija je uključena u obrazac 'Popis putnika', i - nadležno tijelo u državi članici u kojoj on/ona boravi potvrđuje obrazac 'List of Travellers' kako bi potvrdio njegov ili njezin status boravka i njegovo ili njezino pravo na ponovni ulazak. |

| Pravila za učenike s prebivalištem u zemljama i teritorijima iz Priloga II |
| --- |
| Učenici koji putuju u okviru školske ekskurzije kao članovi grupe učenika u pratnji učitelja iz dotične škole koji imaju prebivalište u zemlji/teritoriju iz Aneksa II., ali imaju državljanstvo zemlje/teritorija iz Aneksa I. odobren ulazak bez vize na Cipar (potrebna je nacionalna kolektivna viza), Njemačku, Maltu, Poljsku i Slovačku. Osim toga, oni koji borave u Ujedinjenom Kraljevstvu također mogu bez viza ući u Belgiju, Dansku, Francusku, Italiju, Luksemburg i Nizozemsku. Učenici (bilo koje nacionalnosti i s prebivalištem u bilo kojoj zemlji) kojima je potrebna viza za schengensko područje ili Cipar i koji su u posjetu u svrhu studija i/ili obrazovne obuke oslobođeni su naknade za podnošenje zahtjeva za vizu (ali su i dalje potrebno dostaviti relevantne popratne dokumente). |

### Izbjeglice i osobe bez državljanstva s prebivalištem u Irskoj ili zemljama i teritorijima iz Aneksa II
| Pravila za izbjeglice i osobe bez državljanstva |
| --- |
| Prema tablici koju je sastavila Europska komisija, neke schengenske zemlje odobravaju ulazak bez viza izbjeglicama ili osobama bez državljanstva koje borave u Irskoj ili u zemlji/području iz Aneksa II.: - Austrija, Cipar, Estonija, Grčka, Latvija : nema - Belgija : izbjeglice u Irskoj, Sjedinjene Države - Bugarska, Njemačka : Irska, svi Dodaci II - Hrvatska : Andora, Kanada, Irska, Japan, Monako, San Marino, Tajvan, Velika Britanija, Sjedinjene Američke Države, Vatikan - Češka, Poljska : izbjeglice u Irskoj - Danska, Francuska, Portugal, Rumunjska, Švedska : Irska - Finska, Lihtenštajn, Litva, Norveška, Švicarska : Irska, Ujedinjeno Kraljevstvo - Mađarska : sav Prilog II. osim Tajvana; izbjeglice u Irskoj - Island : Irska, Hong Kong, Macau, Tajvan - Italija : Irska, svi Dodaci II. osim Tajvana - Luksemburg, Nizozemska : Ujedinjeno Kraljevstvo; izbjeglice u Irskoj, Sjedinjene Države - Malta : Tajvan; izbjeglice u Irskoj - Slovačka : Hong Kong, Macau; izbjeglice u Andori, Argentini, Australiji, Brazilu, Brunejima, Kanadi, Čileu, Kostariki, El Salvadoru, Gvatemali, Hondurasu, Izraelu, Maleziji, Meksiku, Monaku, Novom Zelandu, Nikaragvi, Palau, Panami, Paragvaju, Singapuru, Sjedinjenim Državama, Urugvaj, Vatikan, Venezuela - Slovenija : Andora, Argentina, Australija, Bosna i Hercegovina, Brazil, Bruneji, Kanada, Čile, Kolumbija, Gvatemala, Hong Kong, Irska, Izrael, Japan, Makao, Meksiko, Moldavija, Monako, Crna Gora, Novi Zeland, Sjeverna Makedonija, Peru, San Marino, Srbija, Singapur, Južna Koreja, Ujedinjeni Arapski Emirati, Ujedinjeno Kraljevstvo, Sjedinjene Države, Urugvaj, Vatikan, Venezuela - Španjolska : Tajvan; izbjeglice u Irskoj; osobe bez državljanstva u Ujedinjenim Arapskim Emiratima |

### Vlasnici dozvola za pogranični promet
Trenutno postoje sporazumi o lokalnom pograničnom prometu s Bjelorusijom (s Latvijom od 2011.), Moldavijom (s Rumunjskom od 2010.), Rusijom (s Norveškom od 2012. s Latvijom od 2013. i Poljskom od 2012. godine, iako je Poljska suspendirala ovaj sporazum 04.07.2016.) i Ukrajinom (s Mađarskom i Slovačkom od 2008., Poljskom od 2009. i Rumunjskom od 2015. godine). Sporazum između Hrvatske i Bosne i Hercegovine čeka ratifikaciju, ali se već provizorno primjenjuje.
1. ^  Poland has suspended the border traffic agreements with Russia indefinitely from 4 July 2016.[34][35]

| Pravila za nositelje dozvola za pogranični promet |
| --- |
| Schengenske zemlje ovlaštene su temeljem Uredbe EU br. 1931/2006 sklapati bilateralne sporazume sa susjednim trećim zemljama za uvođenje sheme dozvola za pogranični promet. Takve dozvole su vrsta vize za više ulazaka u obliku naljepnice putovnice ili kartice koja sadrži ime i fotografiju nositelja, kao i izjavu da se njezin nositelj ne smije kretati izvan graničnog područja te da će se svaka zlouporaba podliježu kaznama. Granično područje može uključivati bilo koji administrativni okrug unutar 30 kilometara od vanjske granice (i, ako se neki okrug proteže izvan te granice, cijeli okrug do 50 kilometara od granice). Podnositelj zahtjeva za dozvolu mora dokazati opravdane razloge za učestali prelazak vanjske kopnene granice u režimu malograničnog prometa. Valjanost dozvole može biti do pet godina. Nositelji dozvola za pogranični promet mogu provesti do 3 mjeseca svaki put kada uđu u pogranično područje schengenske zemlje koja je izdala dozvolu (ovo je vremensko ograničenje daleko izdašnije od '90 dana u razdoblju od 180 dana' obično se odobrava državljanima trećih zemalja koji posjećuju schengensko područje). Shema dozvola za lokalni pogranični promet primijenjena je u Mađarskoj, Poljskoj, Rumunjskoj i Slovačkoj za ukrajinske državljane, provodi se ili se o njoj pregovara u Poljskoj i Litvi u vezi s Bjelorusijom i Rusijom (područje Kalinjingrada), a također je primijenjena u 30 km granične zone između Norveške i Rusije 2012. Pogledajte Schengensko područje#Lokalni pogranični promet na vanjskim granicama . Također postoji tendencija da se Rusima dopušta sve više jednogodišnjih viza za više ulazaka – posebno od strane Finske. Postoje planovi u EU da se dopusti do 5 godina valjanosti viza za više ulazaka za Ruse, djelomično kako bi se rasteretio posao u veleposlanstvima. |

### Nositelji neuobičajenih putovnica
Ne postoje zajedničke liste viza za nositelje diplomatskih, službenih i drugih službenih putovnica. Države i dalje mogu imati različite politike o tome.

### Tranzit od zračne luke
Općenito, putnik koji prolazi kroz jednu jedinu zračnu luku u schengenskom području, i Cipru, dok ostaje na aerodromu u međunarodnom tranzitnom području manje od jednog dana, neće trebati vizu ( tranzitna povlastica ). Ovo vrijedi samo ako je transfer moguć bez napuštanja međunarodnog tranzitnog područja, što ovisi o poveznom letu i rasporedu zračne luke.
Međutim, 5. travnja 2010. Europska unija uvela je zajedničke vize za tranzit iz zračne luke.  Državljani sljedećih 12 zemalja moraju posjedovati aerodromsku tranzitnu vizu (ATV) kada prolaze kroz bilo koju zračnu luku u schengenskom području ili Cipru, čak i ako ostaju u zračnoj zoni:
| - Afghanistan - Bangladeš - Kongo | - Eritreja - Etiopija - Gana | - Iran - Irak - Nigerija | - Pakistan - Somalija - Šri Lanka |

Međutim, državljani gore navedenih zemalja izuzeti su od tranzitnih viza za zračne luke ako posjeduju vizu ili boravišnu dozvolu koju je izdala zemlja jedinstvenog tržišta EU-a, Andora, Kanada, Japan, Monako, San Marino ili Sjedinjene Države, članovi su obitelji EU-a državljanin jedinstvenog tržišta, posjeduju diplomatsku putovnicu ili su članovi letačke posade. 
Osim toga, pojedine schengenske zemlje mogu nametnuti zahtjeve za tranzitnu vizu za zračnu luku za državljane drugih zemalja u hitnim slučajevima masovnog priljeva ilegalnih imigranata.  Na primjer, državljani Sirije trebaju tranzitnu vizu za zračnu luku za mnoge, ali ne sve schengenske zemlje.
| Dodatna državljanstva (s običnim putovnicama) koja moraju imati tranzitnu vizu za zračnu luku u nekim schengenskim zemljama |
| --- |
| - Austrija : Sirija - Belgija : Dominikanska Republika, Gvineja, Gvineja Bisau, Haiti, Nepal, Palestina, Južni Sudan, Sudan, Sirija, Turska, Jemen - Cipar : Turska - Češka : Alžir, Armenija, Čad, Kuba, Egipat, Indija, Libanon, Libija, Mali, Mauritanija, Niger, Palestina, Rusija, Južni Sudan, Sudan, Sirija, Turska, Jemen - Danska : Sirija - Francuska : Angola, Bolivija, Kamerun, Srednjoafrička Republika, Čad, Kongo, Kuba, Dominikanska Republika, Gvineja, Haiti, Indija, Obala Bjelokosti, Mali, Mauritanija, Nepal, Filipini, Rusija (samo ako dolazite iz Armenije, Azerbajdžana, Bjelorusije, Egipat, Gruzija, Moldavija, Turska ili Ukrajina), Senegal, Sierra Leone, Južni Sudan, Sudan, Sirija, Turska - Njemačka : Indija, Jordan (osim ako putujete u ili iz Australije, Izraela ili Novog Zelanda, s važećom vizom za tu zemlju), Libanon, Mali, Južni Sudan, Sudan, Sirija, Turska - Grčka : Kamerun, Kongo, Sudan, Sirija - Italija : Senegal, Sirija - Nizozemska : Kuba, Gvineja, Gvineja Bisau, Nepal, Sierra Leone, Južni Sudan, Sudan, Sirija, Turska, Jemen - Norveška : Sirija, Turska - Poljska : Armenija, Kuba, Egipat - Portugal : Gvineja, Senegal - Rumunjska : Sirija - Španjolska : Kamerun, Kongo, Kuba, Džibuti, Gambija, Gvineja, Gvineja Bisau, Haiti (samo s putovnicama izdanim od 1. rujna 2021.), Indija, Obala Bjelokosti, Liberija, Mali, Palestina, Sierra Leone, Sirija, Togo, Turska, Jemen - Švicarska : Kuba, Sirija, Turska - Bugarska, Hrvatska, Estonija, Finska, Mađarska, Island, Latvija, Litva, Luksemburg, Malta, Slovačka, Slovenija, Švedska : nema dodatnih državljanstava osim zajedničkog ATV popisa - Lihtenštajn : nema zračnih luka |

## Vize
Schengenske vize mogu se izdati u bilo kojoj državi članici schengenskog prostora. Putnici se moraju prijaviti veleposlanstvu ili konzulatu zemlje koju namjeravaju posjetiti. U slučajevima kada putnici posjećuju više zemalja u schengenskom području, putnici se moraju prijaviti veleposlanstvu ili konzulatu glavnog odredišta.  Ako se glavno odredište ne može odrediti, putnik treba podnijeti zahtjev za vizu u veleposlanstvu zemlje članice Schengena u koju je prvi put ušao. Često vanjski pružatelji usluga imaju ugovor s određenim diplomatskim misijama za obradu, prikupljanje i vraćanje zahtjeva za vizu.
Zahtjevi za schengensku vizu ne mogu se predati više od šest mjeseci prije predloženog datuma ulaska u schengensko područje. Veleposlanstva svih zemalja mogu zahtijevati od podnositelja zahtjeva da dostave biometrijske identifikatore (deset otisaka prstiju i digitalnu fotografiju) kao dio procesa podnošenja zahtjeva za vizu koji će biti pohranjeni u viznom informacijskom sustavu (VIS). Biometrijski identifikatori se ne prikupljaju od djece mlađe od 12 godina Putnici koji prvi put podnose zahtjev za schengensku vizu moraju osobno podnijeti zahtjev i podliježu razgovoru s konzularnim službenicima. Ako su biometrijski identifikatori dostavljeni u proteklih 59 mjeseci, od podnositelja zahtjeva se možda neće zahtijevati da ponovno dostavi biometrijske identifikatore. Pod uvjetom da je zahtjev za vizu dopušten i da nema problema sa zahtjevom, odluka se mora donijeti u roku od 15 kalendarskih dana od datuma podnošenja zahtjeva. 
Standardna naknada za podnošenje zahtjeva za schengensku vizu iznosi 80 eura. Za djecu od 6 do 12 godina postoji snižena kotizacija od 40 EUR. Pristojba za podnošenje zahtjeva za vizu može se ukinuti ili smanjiti kako bi se 'promicali kulturni ili sportski interesi, interesi u području vanjske politike, razvojne politike i drugim područjima od vitalnog javnog interesa, ili iz humanitarnih razloga ili zbog međunarodnih obveza'. Ako se zahtjev podnosi vanjskom pružatelju usluga, možda će biti potrebno platiti dodatnu naknadu za uslugu.
Schengenske vize vrijede za sve zemlje schengenskog prostora osim ako nije drugačije označeno. Cipar također prihvaća schengenske vize (čak i ako su ograničene na određenu zemlju), kao i vize koje izdaju jedna druga, za boravak do 90 dana u razdoblju od 180 dana (osim za državljane Turske i Azerbajdžana koji putuju na Cipar). Međutim, vize koje je izdao Cipar ne vrijede za putovanje u schengensko područje.
Schengenska konvencija i Schengenski kodeks granica dopuštaju državama članicama da zahtijevaju od državljana trećih zemalja da prijave svoju prisutnost policijskoj postaji u roku od 3 radna dana od prelaska unutarnje granice.  Ovaj se zahtjev razlikuje ovisno o zemlji i obično ga mogu ispuniti hoteli.
Od globalnog labavljenja pravila o izolaciji zbog bolesti COVID-19 i oporavka potražnje za putovanjima, veleposlanstva schengenskih zemalja našla su se na udaru velikih kritika zbog dugog vremena obrade viza i nedostupnosti zakazivanja viza. Opći nedostatak konkurencije za ugovore o outsourcingu viza, kojima dominiraju tvrtke kao što su VFS Global, BLS International i TLScontact, također se okrivljuje za lošu uslugu.
To je djelomično potaknulo EU na daljnju digitalizaciju procesa. Planira uvesti jedinstvenu online platformu za podnošenje zahtjeva za vizu na razini EU-a i Schengena, koja će zamijeniti odvojene nacionalne platforme. Platformu će izraditi eu-LISA, a uvođenje je planirano za 2026. Prijelazno razdoblje za sve države članice za prelazak na jedinstvenu platformu trebalo bi trajati do 2031.

### Sporazumi o viznim olakšicama
EU je sklopio sporazume o olakšavanju viznog režima s nekoliko zemalja, koji omogućuju olakšane postupke za izdavanje viza za građane EU-a i državljane partnerskih zemalja. Olakšani postupci uključuju brže vrijeme obrade vize, smanjene ili nikakve naknade i smanjeni popis popratnih dokumenata. Ti su sporazumi također povezani sa sporazumima o ponovnom prihvatu koji omogućuju povratak osoba koje nezakonito borave u EU-u.
| Sporazumi o viznim olakšicama | Sporazumi o viznim olakšicama |
| Zemlja                        | Stupanje na snagu             |
| ----------------------------- | ----------------------------- |
| Albanija                      | 2008. godine                  |
| Armenija                      | 2014.                         |
| Azerbajdžan                   | 2014.                         |
| Bjelorusija                   | 2020.                         |
| Bosna i Hercegovina           | 2008. godine                  |
| Zelenortska Republika         | 2014.                         |
| Gruzija                       | 2011.                         |
| Moldavija                     | 2013.                         |
| Crna Gora                     | 2008. godine                  |
| Sjeverna Makedonija           | 2008. godine                  |
| Srbija                        | 2008. godine                  |
| Rusija                        | 2007. (napušten 2022.)        |
| Ukrajina                      | 2013.                         |

### Na granici
U iznimnim slučajevima, po dolasku na granicu mogu se izdati schengenske vize za jedan ulazak s rokom trajanja do 15 dana. Ove su vize rezervirane za pojedince koji mogu dokazati da nisu mogli podnijeti zahtjev za vizu unaprijed zbog vremenskih ograničenja proizašlih iz 'nepredvidivih' i 'imperativnih' razloga sve dok ispunjavaju redovne kriterije za izdavanje schengenske vize. Međutim, ako osoba koja traži schengensku vizu na granici spada u kategoriju ljudi za koje je potrebno konzultirati se s jednim ili više središnjih tijela drugih schengenskih država, viza joj se može izdati na granici samo u iznimnim slučajevima iz humanitarnih razloga, iz razloga nacionalnog interesa ili zbog međunarodnih obveza (kao što je smrt ili iznenadna teška bolest bliskog srodnika ili druge bliske osobe). U 2017. putnicima je po dolasku na granicu izdano oko 89.000 schengenskih viza. Ljudima koji na ovaj način pokušavaju putovati u Schengensku zonu zrakoplovni prijevoznik može uskratiti ukrcaj zbog odgovornosti prijevoznika, koji kažnjava zrakoplovne prijevoznike ako prevoze putnike koji nemaju ispravnu dokumentaciju.

### Vize s ograničenom teritorijalnom valjanošću
U iznimnim slučajevima, schengenske države mogu izdati vize s ograničenom teritorijalnom valjanošću (LTV), ili posebno navodeći državu(e) za koju je važeća ili, obrnuto, državu(e) za koju nije važeća. Nositeljima LTV vize dopušteno je putovati samo u države Schengena za koje ona vrijedi, kao i Cipar.   
Prema Schengenskom viznom kodeksu, države članice mogu izdati LTV vize kada konzulat smatra da je opravdano prevladati tromjesečno ograničenje u šest mjeseci, kada država članica smatra potrebnim zbog hitnih okolnosti odstupiti od uvjeta ulaska kako ih postavlja Schengen Zakon o granicama, kako bi se prevladali prigovori drugih država članica ili u hitnim slučajevima. 

### Nepriznate putne isprave
Schengenske vize izdaju se samo na putne isprave zemalja članica UN-a, Kosova, Palestine, Tajvana, Vatikana, Malteškog reda i određenih međunarodnih organizacija (Vijeće Europe, EU, NATO, Crveni križ, UN). Belgija i Francuska također prihvaćaju putovnicu Somalilanda. Ne prihvaćaju se putovnice Abhazije, Artsaha, Sjevernog Cipra, Južne Osetije, Transnistrije i Zapadne Sahare.

### Statistički pokazatelji
Većina schengenskih viza izdana je podnositeljima zahtjeva koji se nalaze u dolje navedenim zemljama (navedeno ako je u posljednjoj godini izdano više od 100 000 viza). Kandidati nisu nužno bili državljani tih zemalja.
| Zemlja porijekla prijave   | 2018              | 2018                       | 2018                      | 2017              | 2017                       | 2017                      | 2016              | 2016                       | 2016                      | 2015              | 2015                       | 2015                      |
| Zemlja porijekla prijave   | Broj izdanih viza | Postotak odbijenih prijava | Udio viza za više ulazaka | Broj izdanih viza | Postotak odbijenih prijava | Udio viza za više ulazaka | Broj izdanih viza | Postotak odbijenih prijava | Udio viza za više ulazaka | Broj izdanih viza | Postotak odbijenih prijava | Udio viza za više ulazaka |
| -------------------------- | ----------------- | -------------------------- | ------------------------- | ----------------- | -------------------------- | ------------------------- | ----------------- | -------------------------- | ------------------------- | ----------------- | -------------------------- | ------------------------- |
| Rusija                     | 3,631,320         | 1.6%                       | 82.9%                     | 3,826,151         | 1.4%                       | 83.8%                     | 3,134,413         | 1.2%                       | 80.6%                     | 3,415,432         | 1.3%                       | 68.1%                     |
| Kina                       | 2,707,867         | 3.7%                       | 33.9%                     | 2,447,041         | 3.3%                       | 33.0%                     | 2,110,103         | 3.1%                       | 33.9%                     | 2,308,591         | 2.8%                       | 18.3%                     |
| Indija                     | 974,674           | 9.3%                       | 60.7%                     | 837,109           | 8.5%                       | 57.9%                     | 724,110           | 8.2%                       | 57.4%                     | 659,038           | 6.5%                       | 44.5%                     |
| Turska                     | 799,903           | 8.5%                       | 72.6%                     | 903,644           | 6.5%                       | 73.7%                     | 890,776           | 4.4%                       | 75.8%                     | 862,184           | 3.9%                       | 59.0%                     |
| Bjelorusija                | 676,984           | 0.3%                       | 83.4%                     | 710,504           | 0.3%                       | 81.4%                     | 693,395           | 0.3%                       | 80.3%                     | 753,937           | 0.3%                       | 66.3%                     |
| Morko                      | 528,639           | 18.0%                      | 41.4%                     | 513,643           | 15.3%                      | 43.0%                     | 466,516           | 13.1%                      | 43.2%                     | 426,530           | 12.1%                      | 44.7%                     |
| Alžir                      | 384,420           | 45.5%                      | 29.7%                     | 502,706           | 35.9%                      | 32.4%                     | 507,185           | 27.7%                      | 41.9%                     | 529,658           | 26.9%                      | 39.7%                     |
| Saudijska Arabija          | 322,004           | 7.6%                       | 84.1%                     | 307,355           | 5.4%                       | 80.9%                     | 325,600           | 3.5%                       | 88.8%                     | 351,395           | 2.4%                       | 80.7%                     |
| Tajland                    | 319,729           | 3.3%                       | 46.5%                     | 293,401           | 3.1%                       | 43.7%                     | 268,551           | 3.2%                       | 42.0%                     | 246,025           | 3.4%                       | 24.6%                     |
| Ujedinjeno Kraljevstvo     | 266,834           | 1.5%                       | 65.3%                     | 258,424           | 1.4%                       | 61.6%                     | 245,070           | 2.0%                       | 54.0%                     | 239,201           | 2.6%                       | 41.7%                     |
| Južnoafrička Repbulika     | 214,491           | 2.4%                       | 75.5%                     | 200,626           | 2.1%                       | 75.2%                     | 165,880           | 1.7%                       | 78.1%                     | 183,972           | 1.5%                       | 68.4%                     |
| Indonezija                 | 205,425           | 1.8%                       | 57.1%                     | 195,950           | 1.4%                       | 56.5%                     | 172,045           | 1.1%                       | 54.0%                     | 142,447           | 1.0%                       | 50.1%                     |
| Iran                       | 189,030           | 29.4%                      | 36.7%                     | 207,849           | 19.2%                      | 33.4%                     | 190,429           | 12.5%                      | 28.4%                     | 158,889           | 13.9%                      | 23.0%                     |
| Tunis                      | 186,250           | 18.2%                      | 40.9%                     | 170,996           | 16.5%                      | 42.7%                     | 168,267           | 14.5%                      | 45.3%                     | 155,454           | 14.1%                      | 40.4%                     |
| Ukrajina                   | 182,400           | 4.7%                       | 25.6%                     | 694,349           | 3.7%                       | 59.7%                     | 1,363,347         | 3.2%                       | 59.9%                     | 1,188,357         | 3.4%                       | 56.8%                     |
| Ujedinjeni Arapski Emirati | 174,059           | 17.9%                      | 55.5%                     | 167,685           | 16.5%                      | 54.3%                     | 172,822           | 12.1%                      | 57.9%                     | 192,812           | 12.0%                      | 46.2%                     |
| Kuvajt                     | 164,742           | 4.9%                       | 90.3%                     | 157,605           | 4.7%                       | 86.0%                     | 164,861           | 3.4%                       | 94.1%                     | 184,996           | 3.5%                       | 80.4%                     |
| Filipini                   | 159,861           | 8.2%                       | 62.8%                     | 157,825           | 7.0%                       | 60.6%                     | 135,533           | 7.0%                       | 55.6%                     | 124,071           | 5.8%                       | 51.9%                     |
| Sjedinjene Američke Države | 152,935           | 2.0%                       | 46.6%                     | 135,614           | 1.1%                       | 49.4%                     | 121,777           | 0.9%                       | 51.9%                     | 119,173           | 1.0%                       | 43.4%                     |
| Kazahtan                   | 149,575           | 4.8%                       | 27.2%                     | 147,458           | 3.7%                       | 25.4%                     | 121,488           | 2.5%                       | 24.7%                     | 140,964           | 1.9%                       | 18.9%                     |
| Egipat                     | 147,340           | 19.9%                      | 49.6%                     | 136,493           | 17.8%                      | 50.8%                     | 160,035           | 13.4%                      | 47.4%                     | 153,336           | 11.4%                      | 33.7%                     |
| Lebanon                    | 133,225           | 12.1%                      | 47.1%                     | 133,633           | 9.1%                       | 51.7%                     | 126,315           | 7.5%                       | 53.2%                     | 116,986           | 10.5%                      | 48.6%                     |
| Vijetnam                   | 113,585           | 9.5%                       | 22.5%                     | 93,357            | 10.4%                      | 30.6%                     | 71,215            | 9.8%                       | 29.1%                     | 69,041            | 7.6%                       | 22.1%                     |
| Ukupno                     | 14,265,282        | 9.6%                       | 58.4%                     | 14,653,724        | 8.2%                       | 59.2%                     | 13,937,767        | 6.9%                       | 58.6%                     | 14,308,392        | 6.2%                       | 48.5%                     |

| Zemlja izdavateljica | 2018         | 2018             | 2018                       | 2017         | 2017             | 2017                       | 2016         | 2016             | 2016                       | 2015         | 2015             | 2015                       |
| Zemlja izdavateljica | Broj prijava | Broj izanih viza | Postotak odbijenih prijava | Broj prijava | Broj izanih viza | Postotak odbijenih prijava | Broj prijava | Broj izanih viza | Postotak odbijenih prijava | Broj prijava | Broj izanih viza | Postotak odbijenih prijava |
| -------------------- | ------------ | ---------------- | -------------------------- | ------------ | ---------------- | -------------------------- | ------------ | ---------------- | -------------------------- | ------------ | ---------------- | -------------------------- |
| Austrija             | 306,133      | 280,847          | 6.2%                       | 304,556      | 284,904          | 4.7%                       | 268,388      | 257,401          | 3.0%                       | 259,167      | 247,800          | 3.3%                       |
| Belgija              | 219,827      | 173,598          | 16.8%                      | 231,437      | 184,792          | 16.0%                      | 219,687      | 179,357          | 15.3%                      | 239,500      | 197,495          | 14.0%                      |
| Češka Republika      | 662,902      | 630,071          | 4.7%                       | 623,255      | 594,225          | 4.5%                       | 489,920      | 469,453          | 3.9%                       | 421,355      | 406,598          | 3.1%                       |
| Danska               | 164,003      | 149,744          | 7.0%                       | 152,467      | 141,353          | 6.3%                       | 145,143      | 133,702          | 5.7%                       | 123,951      | 115,469          | 5.1%                       |
| Estonija             | 127,561      | 125,465          | 1.6%                       | 138,249      | 136,324          | 1.2%                       | 122,872      | 121,073          | 1.4%                       | 130,197      | 127,543          | 1.7%                       |
| Finska               | 769,049      | 751,358          | 1.7%                       | 827,520      | 814,047          | 1.1%                       | 550,046      | 539,127          | 1.5%                       | 784,286      | 771,997          | 1.2%                       |
| Francuska            | 4,010,604    | 3,345,400        | 15.7%                      | 3,684,404    | 3,161,274        | 13.6%                      | 3,265,919    | 2,839,453        | 11.1%                      | 3,356,165    | 2,997,410        | 9.9%                       |
| Njemačka             | 2,056,296    | 1,838,775        | 9.1%                       | 2,049,055    | 1,857,770        | 7.6%                       | 2,004,235    | 1,853,655        | 6.1%                       | 2,022,870    | 1,872,322        | 5.6%                       |
| Grčka                | 855,285      | 805,115          | 4.9%                       | 1,029,564    | 981,091          | 3.9%                       | 986,032      | 949,399          | 2.8%                       | 876,786      | 842,276          | 3.2%                       |
| Mađarska             | 228,793      | 210,827          | 7.8%                       | 263,940      | 249,393          | 5.3%                       | 295,226      | 284,586          | 3.5%                       | 290,798      | 282,305          | 2.8%                       |
| Island               | 9,334        | 8,856            | 1.7%                       | 7,610        | 7,154            | 1.0%                       | 5,771        | 5,735            | 0.2%                       | 3,987        | 3,960            | 0.3%                       |
| Italija              | 1,844,140    | 1,703,912        | 7.4%                       | 1,850,260    | 1,703,693        | 7.7%                       | 1,806,938    | 1,676,207        | 7.0%                       | 2,023,343    | 1,898,065        | 5.5%                       |
| Latvija              | 161,709      | 157,628          | 2.1%                       | 166,800      | 164,175          | 1.5%                       | 165,814      | 163,372          | 1.4%                       | 164,000      | 162,099          | 1.1%                       |
| Litva                | 353,059      | 346,476          | 1.3%                       | 413,966      | 406,872          | 1.2%                       | 421,143      | 414,974          | 1.1%                       | 423,189      | 419,470          | 1.4%                       |
| Luksebmurg           | 10,876       | 10,467           | 3.7%                       | 10,004       | 9,618            | 3.7%                       | 9,902        | 9,617            | 2.5%                       | 10,267       | 10,169           | 1.0%                       |
| Malta                | 32,331       | 24,931           | 20.4%                      | 37,881       | 27,785           | 25.2%                      | 27,767       | 21,208           | 21.1%                      | 39,445       | 28,748           | 25.2%                      |
| Nizozemska           | 682,484      | 583,137          | 13.0%                      | 621,431      | 550,910          | 10.1%                      | 558,101      | 498,163          | 8.7%                       | 520,809      | 474,191          | 7.5%                       |
| Norveška             | 164,591      | 146,526          | 9.5%                       | 196,082      | 182,062          | 5.7%                       | 188,737      | 177,022          | 4.9%                       | 185,557      | 163,568          | 4.6%                       |
| Poljska              | 526,715      | 508,386          | 3.2%                       | 823,101      | 789,343          | 3.9%                       | 1,096,465    | 1,062,896        | 2.9%                       | 970,907      | 944,821          | 2.6%                       |
| Portugal             | 266,516      | 221,009          | 16.6%                      | 263,502      | 223,243          | 14.9%                      | 204,596      | 176,985          | 13.1%                      | 192,220      | 168,183          | 12.2%                      |
| Slovačka             | 26,797       | 25,230           | 4.2%                       | 41,639       | 40,552           | 2.1%                       | 62,472       | 60,834           | 2.2%                       | 76,491       | 74,419           | 2.9%                       |
| Slovenija            | 26,403       | 20,171           | 10.0%                      | 29,257       | 23,491           | 8.5%                       | 25,876       | 21,153           | 6.7%                       | 26,895       | 21,940           | 6.8%                       |
| Španjolska           | 1,701,379    | 1,502,696        | 9.3%                       | 1,624,276    | 1,456,906        | 8.3%                       | 1,583,848    | 1,424,761        | 8.1%                       | 1,629,753    | 1,470,892        | 7.6%                       |
| Švedska              | 253,292      | 207,643          | 11.7%                      | 248,347      | 211,219          | 9.9%                       | 227,005      | 193,258          | 9.8%                       | 192,852      | 166,131          | 10.0%                      |
| Švicarska            | 556,520      | 487,014          | 7.4%                       | 517,010      | 451,528          | 7.2%                       | 460,653      | 404,376          | 7.0%                       | 481,886      | 429,399          | 6.1%                       |
| Ukupno               | 16,016,599   | 14,265,282       | 9.6%                       | 16,155,613   | 14,653,724       | 8.2%                       | 15,192,556   | 13,937,767       | 6.9%                       | 15,446,676   | 14,308,392       | 7.37%                      |

## Buduće promjene

### Izuzeća od viza
- Bahrein, Kuvajt, Oman, Katar i Saudijska Arabija – 2022. godine Vijeće EU-a predložilo je izuzeće od viza za državljane svih zemalja Vijeća za suradnju arapskih zemalja Zaljeva[65] koje još nisu bile izuzete[66]
- Ekvador – Europski parlament je 2022. predložio izuzeće od viza za državljane Ekvadora.[67]
- Kosovo – Vijeće EU-a 2022. predložilo je provedbu liberalizacije viznog režima za državljane Kosova najkasnije 1. siječnja 2024. ili istodobno s ETIAS-om, ako ako ETIAS stupi na snagu ranije.[68]
- Vanuatu – Sporazum o ukidanju viza između EU-a i Vanuatua suspendiran je 4. svibnja 2022. i trebao bi se nastaviti 4. kolovoza 2024.

| Prijedlozi prije 2019 |
| --- |
| - Armenija – 2018. dužnosnici EU-a i Armenije najavili su planove za liberalizaciju viznog režima nakon potpisivanja novog Sveobuhvatnog i poboljšanog sporazuma o partnerstvu. - Indonezija – 2015. godine dužnosnici EU-a i Indonezije započeli su razgovore o mogućnostima za državljane Indonezije da dobiju bezvizni pristup schengenskom području. - Nauru – EU je 2012. godine predložila uvođenje bezviznog režima za državljane nekoliko otočnih zemalja, koje su sve sklopile potrebne sporazume do 2016. godine, osim Naurua. - Rusija – 2014. godine EU je suspendirao pregovore o bezviznom režimu s Rusijom zbog situacije u Ukrajini. - Turska – EU je 2016. predstavila zakonodavni prijedlog za uključivanje Turske na popis zemalja čiji su državljani izuzeti od viza za kratke boravke u schengenskom području. |

### Sustav ulaska/izlaska
U 2017. EU je donio uredbu o uspostavi sustava ulaska/izlaska (EES) za elektroničko bilježenje ulazaka i izlazaka državljana trećih zemalja u i iz schengenskog područja u središnjoj bazi podataka, zamjenjujući ručno žigosanje putovnica. Ciljevi su povećati automatizaciju granične kontrole i identificirati osobe koje su prekoračile boravak. Od veljače 2023. očekuje se da će EES stupiti u rad 2023. godine.
EU također planira uspostaviti Program registriranih putnika koji bi omogućio lakši pristup prethodno provjerenim putnicima.

### ETIAS
Europski sustav za informacije i autorizaciju putovanja (ETIAS) planirani je elektronički sustav autorizacije za posjetitelje koji su oslobođeni vize za putovanje u schengensko područje i druge države članice EU-a, osim Irske, koja ostaje u Zajedničkom području putovanja s Ujedinjenim Kraljevstvom.
Implementacija ETIAS-a odgađana je nekoliko puta. Od 2023. godine očekuje se da će postati operativan 2024. godine, sa 6-mjesečnim odgodom kako bi se putnicima i osoblju omogućilo da se upoznaju s novim sustavom.  Potencijalni posjetitelji morat će ispuniti online prijavu, a oni od 18 do 70 godina moraju platiti naknadu od 7 €. Očekuje se da će ETIAS automatski obraditi veliku većinu zahtjeva pretraživanjem u elektroničkim bazama podataka i zatim odmah dati odgovor podnositelju zahtjeva, no u nekim ograničenim slučajevima očekuje se da će to moći potrajati i do 30 dana.

### Jedinstvena platforma za podnošenje zahtjeva za vizu
Europska komisija planira uvesti jedinstvenu online platformu za podnošenje zahtjeva za vizu na razini Europske Unije, koja će zamijeniti odvojene nacionalne platforme. Platformu će izraditi eu-LISA, a uvođenje je planirano za 2026. Prijelazno razdoblje za sve države članice za prelazak na jedinstvenu platformu trebalo bi trajati do 2031. Prijedlog je odobrio Odbor Europskog parlamenta za građanske slobode, pravosuđe i unutarnje poslove u veljači 2023. s glasovnom razlikom od 34-5. Parlament je započeo pregovore s Europskim vijećem o konačnom tekstu i provedbi. Vijeće se pak dogovorilo o pregovaračkom mandatu.

## Reciprocitet
██ Bezvizni pristup za sve građane EU
██ Pristup bez viza za neke građane EU
██ Viza po dolasku za sve državljane EU
██ Viza po dolasku za neke državljane EU
██ Elektronički zahtjev za vizu
EU zahtijeva da sve zemlje i teritoriji iz Priloga II. omoguće bezvizni pristup u trajanju od 90 dana ili dulje državljanima svih schengenskih država i drugih zemalja EU-a koje provode zajednička pravila o vizama (Cipar, ali ne i Irska). Ako se utvrdi da zemlja iz Priloga II. ne pruža puni reciprocitet, EU može odlučiti suspendirati izuzeće od viza za određene kategorije ili kasnije za sve državljane te zemlje. 
Od usvajanja ove politike, potpuni reciprocitet postignut je sa svim zemljama iz Aneksa II osim Sjedinjenih Država, koje, prema stanju iz rujna 2021. godine zahtijeva vize od državljana Cipra.
Neke zemlje i teritoriji iz Aneksa II također nameću manja ograničenja državljanima EU ili schengenskih država koja se od strane EU ne smatraju kršenjem reciprociteta. Australija, Kanada, Novi Zeland, Južna Koreja i Sjedinjene Države zahtijevaju elektroničku autorizaciju prije putovanja, slično planiranom ETIAS-u u EU-u. Kanada također zahtijeva vizu od državljana Rumunjske koji ne posjeduju elektroničke putovnice. Izrael zahtijeva vizu od državljana Njemačke rođenih prije 1928., koja se izdaje besplatno ako nisu bili uključeni u Nacističku stranku. Montserrat zahtijeva elektroničku vizu od hrvatskih državljana. Sjedinjene Države također zahtijevaju vizu od državljana Mađarske rođenih izvan Mađarske.  

## Boravak duži od 90 dana
Općenito, državljani trećih zemalja koji borave više od 90 dana u cijelom schengenskom području ili Cipru trebaju dugoročnu vizu - za dugotrajni boravak kraći od godinu dana ili dozvolu boravka za duža razdoblja.
Iako dugoročne vize koje izdaju te zemlje imaju jedinstven dizajn, procedure i uvjete za njihovo izdavanje obično određuje svaka pojedinačna država. Na primjer, neke schengenske zemlje zahtijevaju da se zahtjevi za dugoročne vize podnose u matičnoj zemlji podnositelja zahtjeva, dok druge schengenske zemlje to dopuštaju nakon dolaska. Neki se postupci također mogu razlikovati ovisno o zemlji podnositelja zahtjeva. U nekim situacijama, primjerice za studij, postupci i uvjeti za dugoročne vize usklađeni su među svim državama koje ih izdaju. Svaka država također može slobodno odrediti vlastite uvjete za boravišne dozvole.
Državljani trećih zemalja koji dugotrajno borave u državi EU-a ili schengenskom prostoru (osim Irske i Danske) također mogu steći pravo preseliti se i nastaniti se u drugoj od tih država bez gubitka pravnog statusa i socijalnih beneficija. Pravilo o Van Der Elst vizama dopušta državljanima trećih zemalja zaposlenima na jedinstvenom tržištu EU-a da privremeno rade u drugoj zemlji jedinstvenog tržišta EU-a za istog poslodavca pod određenim uvjetima.

### Bilateralna izuzeća od viza
Nekim državljanima trećih zemalja dopušten je boravak u schengenskom području dulje od 90 dana bez potrebe za podnošenjem zahtjeva za vizu za dugotrajni boravak. Na primjer, Francuska ne zahtijeva od državljana europskih mikrodržava da podnose zahtjev za vizu za dugotrajni boravak.
Državljanima nekih zemalja iz 'Aneksa II' (kao što su Australija, Kanada, Malezija, Novi Zeland, Singapur i Sjedinjene Američke Države) koje su sklopile sporazume o izuzeću od viza s pojedinim državama Schengena prije nego što su implementirale Schengenski sporazum dopušteno je ostati dodatno vremenskom razdoblju, iznad i izvan tipičnog maksimalnog ograničenja boravka od 90 dana unutar 180 dana koje se nameće državljanima bez vize iz 'Aneksa II'. U takvim slučajevima, razdoblje dodatnog boravka ovisi o konkretnom sporazumu o izuzeću od vize i primjenjuje se samo ako je državljanin 'Aneksa II' iskoristio maksimalno ograničenje boravka kako je predviđeno Schengenskim područjem.
| Naslijeđeni sporazumi o ukidanju viza za državljane iz Aneksa II |
| --- |
| Građani Australije i Novog Zelanda uživaju liberalniju politiku viza, pri čemu su obje vlade potpisale bilateralne sporazume o vizama s pojedinim zemljama Schengena. Australski građani mogu provesti do 90 dana u Austriji, Belgiji, Danskoj, Finskoj, Francuskoj, Njemačkoj, Islandu, Italiji, Luksemburgu, Nizozemskoj, Norveškoj i Švedskoj bez obzira na vrijeme provedeno u drugim državama potpisnicama Schengena. Građani Novog Zelanda mogu provesti do 90 dana u Austriji, Belgiji, Češkoj, Danskoj, Finskoj, Francuskoj, Njemačkoj, Grčkoj, Islandu, Italiji, Luksemburgu, Nizozemskoj, Norveškoj, Portugalu, Španjolskoj, Švedskoj i Švicarskoj ( također kao Mađarska ako je posjećujete kao konačno schengensko odredište) bez obzira na vrijeme provedeno u drugim državama potpisnicama Schengena, ali ako putujete u za ostale schengenske zemlje primjenjuje se vremensko ograničenje od 90 dana u bilo kojem razdoblju od 180 dana. Osim toga, iznad okvira izuzeća od schengenske vize od 90 dana u bilo kojem razdoblju od 180 dana, državljanima Argentine, Čilea, Kostarike, Izraela, Malezije, Južne Koreje i Urugvaja dopušteno je provesti dodatna 3 mjeseca u razdoblju od 6 mjeseci. bez vize u Češkoj, bez obzira na vrijeme provedeno u drugim zemljama Schengena. Zasebno, državljanima Singapura dopušteno je provesti dodatnih 30 dana bez vize u Češkoj. Nadalje, stara metoda izračuna duljine bezviznog boravka (tj. 3 mjeseca unutar 6 mjeseci umjesto 90 dana u bilo kojem razdoblju od 180 dana) i dalje se primjenjuje na državljane Gvatemale, Hondurasa, Meksika, Nikaragve, Paname i Paragvaja u Češka Republika. Slično tome, iznad okvira izuzeća od schengenske vize od 90 dana u bilo kojem razdoblju od 180 dana, državljanima Kanade, Čilea, Izraela, Japana, Malezije, Singapura, Južne Koreje i Sjedinjenih Država dopušteno je provesti dodatno razdoblje od 90 dana za vizu. besplatno u Danskoj. Uz izuzeće od schengenske vize od 90 dana u bilo kojem razdoblju od 180 dana, argentinska, australska, brazilska, brunejska, kanadska, čileanska, kostarikanska, salvadorska, gvatemalska, honduraška, izraelska, japanska, malezijska, meksička, nikaragvanska, panamska, državljanima Paragvaja, Singapura, Južne Koreje, Sjedinjenih Država, Urugvaja i Venezuele dopušteno je provesti dodatno razdoblje od 90 dana bez vize u Norveškoj. Nadalje, iznad okvira izuzeća od schengenske vize od 90 dana u bilo kojem razdoblju od 180 dana, Argentina, Čile, Kostarika, Honduras, Izrael, Japan, Malezija, Meksik, Nikaragva, Panama, Singapur, Južna Koreja, Sjedinjene Države i Državljanima Urugvaja dopušteno je provesti dodatno razdoblje od 90 dana bez vize u Poljskoj. |

## Sredstva za život
Osim općih zahtjeva, schengenske države također postavljaju uvjete ulaska za strane državljane zemalja izvan jedinstvenog tržišta EU-a koji se nazivaju "referentni iznosi potrebni za prelazak vanjske granice koje određuju nacionalna tijela" u vezi sa sredstvima za život tijekom njihovog boravka.
| Potreba za sredstvima za život | Potreba za sredstvima za život |
| Zemlja | Referentni iznos |
| --- | --- |
| Belgija | 45 € dnevno za strance koji borave kod privatnika; 95 € po danu za strance koji borave u hotelu. |
| Bugarska | 50 € dnevno; minimalno 500 € po boravku |
| Hrvatska | 100 € dnevno; ali 50 € za strance koji posjeduju ovjereno jamstveno pismo, dokaz o plaćenom putnom aranžmanu itd. |
| Češka Republika | 40 € po danu do 30 dana |
| Danska | 350 DKK po danu |
| Estonija | 130,80 € po danu |
| Finska | 30 € po danu |
| Francuska | 120 € po danu ako nemate dokaz o smještaju; 65 € po danu ako boravite u hotelu; 32,50 € po danu uz potvrdu o smještaju. |
| Njemačka | 45 € po danu u obliku gotovine, kreditnih kartica i čekova, ali alternativno jamstveno pismo domaćina. |
| Grčka | 50 € dnevno; minimalni ukupni iznos od 300 € za boravak do 5 dana umanjen za 50% za maloljetne osobe |
| Mađarska | 10.000 HUF po prijavi ili pozivnom pismu, potvrdi smještaja ili bilo kojem drugom vjerodostojnom dokazu. |
| Island | 8.000 ISK po danu + 40.000 ISK po svakom unosu |
| Italija | 269,60 € fiksni iznos za boravak do 5 dana (212,81 € po osobi za grupe od dvoje i više); 6–10 dana: 44,93 € po danu (26,33 €); 11–20 dana: 51,64 € fiksni iznos + 36,67 € po danu (25,82 € + 22,21 €); 20+ dana 206,58 € fiksni iznos + 27,89 € po danu (118,79 € + 17,04 €). |
| Latvija | 14 € po danu ili ovjereno pozivno pismo |
| Lihtenštajn | 100 CHF dnevno; 30 CHF za studente |
| Litva | 40 € dnevno |
| Luksemburg | 67€ dnevno |
| Malta | 48€ dnevno |
| Nizozemska | 55 € dnevno |
| Norveška | 500 NOK po danu (indikativno za one koji ne borave kod prijatelja ili rodbine) |
| Poljska | 300 PLN za boravak ne duži od 4 dana; 75 PLN po danu za boravak duži od 4 dana |
| Portugal | 40 € po danu + 75 € po ulaznici |
| Rumunjska | 50 € dnevno; minimalno 500€ po boravku |
| Slovačka | 56 € po danu (30 € za smještaj, 4 € za doručak, 7,5 € za ručak, 7,5 € za večeru, 7 € za troškove) ili ovjereno pozivno pismo |
| Slovenija | 70 €; 35 € za maloljetne osobe u pratnji roditelja |
| Španjolska | minimalni iznos od 900 € (za boravak do 9 dana); 100 € po danu duže od 9 dana. |
| Švedska | 450 kruna po danu. Potreban dokaz je kopija tromjesečnog bankovnog izvoda ili dvogodišnja prijava poreza na dohodak, ako ne postoji službeni sponzor s dokazom o tome. |
| Švicarska | 100 CHF dnevno; 30 CHF za studente |
| Vlasti Austrije i Cipra odlučuju od slučaja do slučaja. Nizozemska izuzima posjetitelje iz Australije, Kanade, Japana, Novog Zelanda, Južne Koreje, Sjedinjenih Država i Vatikana od posjedovanja dokaza o dovoljno sredstava i povratnih karata. Rumunjska zahtijeva od posjetitelja iz Moldavije, Crne Gore, Sjeverne Makedonije, Rusije, Srbije i Ukrajine da imaju zdravstveno osiguranje koje pokriva razdoblje boravka. Rumunjska također izuzima posjetitelje iz Australije, Kanade, Južne Koreje i Sjedinjenih Država od posjedovanja dokaza o dovoljno sredstava i povratnih karata. | |

## Vizna politika Irske i prekomorskih teritorija
Irska ima neovisnu viznu politiku. Omogućuje bezvizni ulazak svim državljanima Schengenskog Aneksa II, osim za Albaniju, Bosnu i Hercegovinu, Kolumbiju, Istočni Timor, Gruziju, Maršalove Otoke, Mauricijus, Mikroneziju, Moldaviju, Crnu Goru, Sjevernu Makedoniju, Palau, Peru, Srbiju i Venezuelu. Također omogućuje ulazak bez viza u nekoliko dodatnih zemalja – Belize, Bolivija, Bocvana, Eswatini, Fidži, Gvajana, Lesoto, Maldivi, Nauru i Južna Afrika. Vize za Irsku i za schengenski prostor ne vrijede jedna za drugu. Irska je dio zajedničkog putnog područja i održava slobodu kretanja s Ujedinjenim Kraljevstvom uz zemlje EU-a i Schengena.
Britanski prekomorski teritorij Akrotiri i Dhekelia ima otvorene granice s Ciprom i slijedi politiku viza Schengenskog područja, ali zahtijeva dozvole za boravak dulji od 28 dana u razdoblju od 12 mjeseci. Brexit nije utjecao na ta pravila. 
Prekomorska Francuska i karipski dio Kraljevine Nizozemske imaju individualnu politiku viza koja je uglavnom usklađena sa Schengenskim područjem, uz neke iznimke i dodatke.
Farski otoci i Grenland imaju isti popis državljana koji su izuzeti od viza kao i schengensko područje, a dolasci iz schengenskog područja ne podliježu graničnim provjerama. Međutim, schengenske vize tamo ne vrijede, tako da državljani koji nisu izuzeti trebaju posebne vize za ta područja. Ovi propisi proizlaze iz posebnog sporazuma u okviru Nordijske unije putovnica.
Svalbard je potpuno bezvizna zona. Putnici na Svalbard i iz njega moraju predočiti putovnicu ili osobnu iskaznicu. Putnici kojima je potrebna viza za schengensko područje moraju imati takvu vizu ako putuju na Svalbard preko kopnene Norveške, a to mora biti viza za dvostruki ulazak ako se vraćaju sa Svalbarda preko kopnene Norveške.

## Vizne politike država kandidatkinja i kandidatkinja
Zemlje koje podnose zahtjev za pristupanje Europskoj uniji obvezne su usvojiti viznu politiku EU-a najkasnije tri mjeseca prije službenog pristupa Uniji. Schengenske zemlje daju bezvizni pristup državljanima svih država kandidata za članstvo u EU i država kandidata osim Kosova i Turske. Države kandidati Albanija, Bosna i Hercegovina, Moldavija, Crna Gora i Sjeverna Makedonija te država podnositeljica zahtjeva Kosovo održavaju sličnu politiku viza kao i schengensko područje, uz neke značajne iznimke u vezi sa zemljama koje su nedavno dodane Schengenskom dodatku II i dodatnim državljanstvima koja nisu navedena u Dodatak II. Države kandidati Srbija, Turska i Ukrajina te država podnositeljica zahtjeva Gruzija zahtijevaju vize za neke državljane koji su uvijek bili u Aneksu II., a također zadržavaju izuzeća od viza za neke dodatne državljane koji nisu u Aneksu II. Turska također zahtijeva vize od državljana države članice EU Cipra.

## Valjanost za druge zemlje
Schengenske vize koje vrijede za daljnja putovanja prihvaćaju se kao zamjena za nacionalne vize u nekoliko drugih zemalja.
| Valjanost schengenskih viza za druge zemlje |
| --- |
| - Albanija – 90 dana; mora posjedovati vizu za više ulazaka C ili D vizu korištenu za ulazak u schengenski prostor barem jednom. - Andora – treba posjedovati vizu za više ulazaka, ublažene provjere. - Antigva i Barbuda – 30 dana; Primjenjuje se naknada za izuzeće od vize od 100 USD. - Argentina – određene nacionalnosti mogu dobiti elektroničku autorizaciju putovanja na 90 dana ako posjeduju valjanu schengensku vizu. - Bjelorusija – 5 dana; samo za državljane Gambije, Haitija, Hondurasa, Indije, Libanona, Namibije, Samoe i Vijetnama. - Bosna i Hercegovina – 30 dana; moraju imati vizu za više ulazaka. - Kolumbija – 90 dana; samo za državljane Kambodže, Kine, Indije, Makaa (180 dana), Mijanmara, Tajlanda i Vijetnama. Schengenska viza mora vrijediti 180 dana u trenutku ulaska u Kolumbiju. - Cipar – 90 dana; moraju posjedovati vizu C za dvostruki ili višestruki ulazak koja vrijedi za razdoblje boravka. - Dominikanska Republika – 90 dana; - Salvador – 90 dana; nije primjenjivo na sve nacionalnosti. - Gruzija – 90 dana unutar bilo kojeg razdoblja od 180 dana; - Gibraltar – 21 dan; nije primjenjivo na sve nacionalnosti. - Gvatemala – 90 dana; nije primjenjivo na sve nacionalnosti. - Honduras – 90 dana; nije primjenjivo na sve nacionalnosti. - Jamajka – 30 dana; nije primjenjivo na sve nacionalnosti. - Meksiko – 180 dana; - Moldavija – 90 dana unutar bilo kojeg razdoblja od 180 dana; primjenjivo samo na državljane Kine, Kuvajta i Katara. - Crna Gora – 30 dana; - Maroko – određene nacionalnosti mogu dobiti elektroničku marokansku vizu ako posjeduju valjanu schengensku vizu. - Nikaragva – 90 dana; nije primjenjivo na sve nacionalnosti. - Sjeverna Makedonija – 15 dana; mora imati C vizu koja vrijedi najmanje 5 dana nakon razdoblja boravka i mora vrijediti za ponovni ulazak u bilo koju od država članica Schengenskog područja. - Oman – određene nacionalnosti mogu dobiti elektroničku omansku vizu ako posjeduju valjanu schengensku vizu. - Filipini – 7 dana za državljane Kine; 14 dana za državljane Indije. - Katar – Državljani koji nemaju vizu mogu dobiti elektroničku autorizaciju putovanja na 30 dana ako posjeduju valjanu schengensku vizu. - Sveti Toma i Princip – 15 dana; - Srbija – 90 dana; - Turska – određene nacionalnosti mogu dobiti elektroničku tursku vizu ako posjeduju valjanu schengensku vizu. |